# エル・テグス

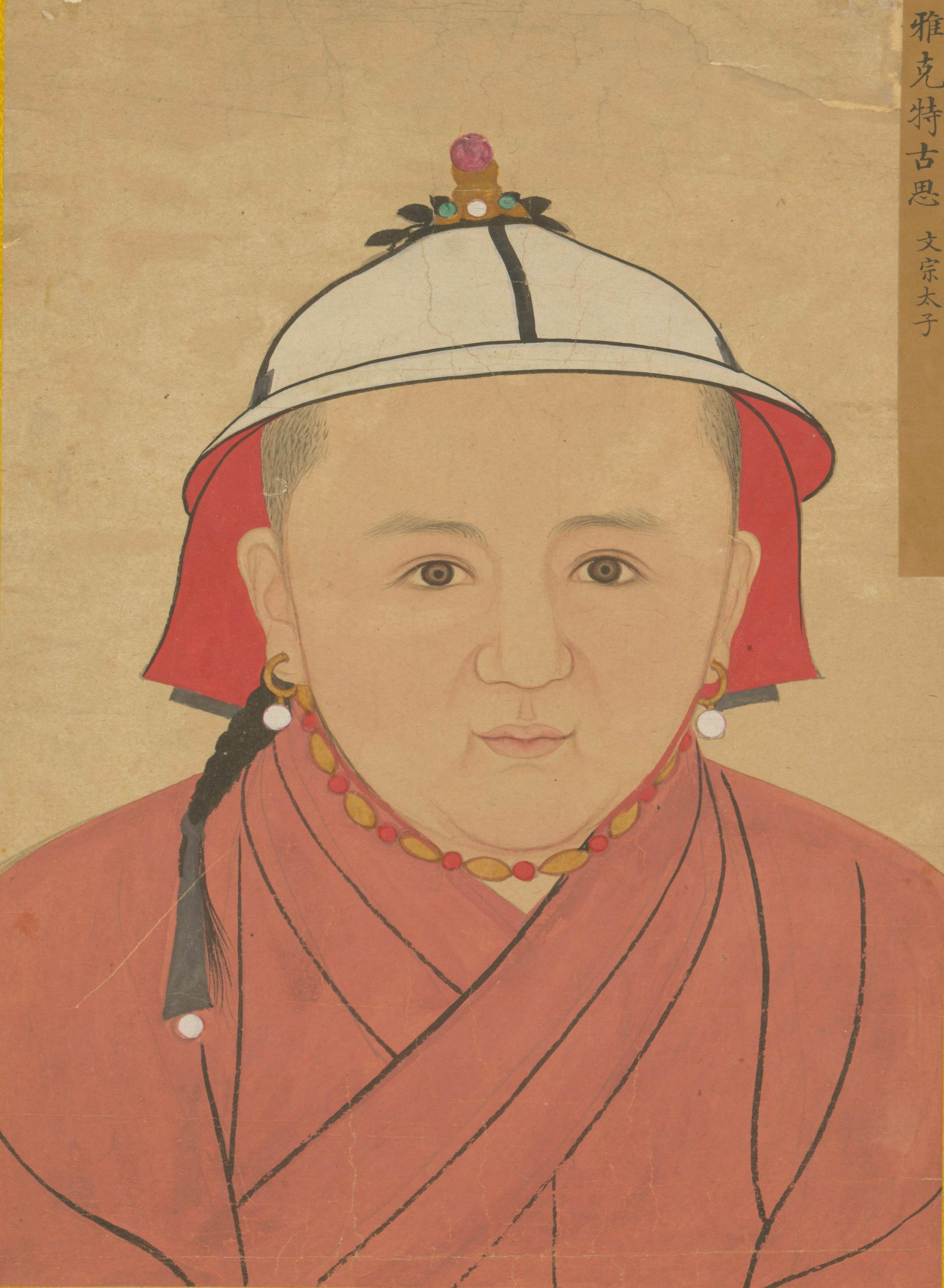
エル・テグス

エル・テグス（モンゴル語: El tegüs、中国語: 燕帖古思、? - 後至元6年7月16日（1340年8月9日））は、大元ウルスの皇族で、ジャヤガトゥ・カアン（文宗トク・テムル）の息子。『元史』などの漢文史料では燕帖古思（yàntiègŭsī）と記される。兄のアラトナダラが早世したため皇太子とされたが、メルキト部のバヤンがリンチンバル・カアン（寧宗）、ウカアト・カアン（順帝トゴン・テムル）を擁立したためカアンに即位することができず、最後は順帝によって謀殺された。

## 概要

### 前半生
エル・テグスの元々の名前はグナダラ（古納答剌 Gunadara）と言い、兄にはアラトナダラ、弟にはタイピンヌらがいた。
至順2年（1331年）正月、グナダラの病が癒えたことを祝ってキプチャク軍閥の首領のエル・テムルとチャギル公主らに金・銀・鈔が与えられた。エル・テムルは天暦の内乱を起こしてトク・テムルを推戴した実力者であり、これ以後グナダラはエル・テムルと深い縁で結ばれるようになる。
同年2月にはチベット仏教僧によって皇子グナダラの一周歳が行われ、これ以後グナダラはチベット仏教と密接な関係を有し、しばしば仏事に関わることとなる。同年9月にはアルグンサリの旧宅にグナダラはエル・テムルとともに住まうこととなった。
そして、兄のアラトナダラが早世すると繰り上げでグナダラがジャヤガトゥ・カアンの後継者の地位に浮上し、至順3年（1332年）にグナダラは名前を「エル・テグス」に改めた。

### カアン位をめぐる争い
同年8月、病状が悪化したジャヤガトゥ・カアンはエル・テグスやエル・テムルらを集め、オングチャドでの1件（自らが即位するため、兄のコシラを毒殺したこと）を心から悔いていると語り、自らの死後はコシラの長男のトゴン・テムルを後継者に迎えるよう遺言し、間もなく亡くなった。しかし、ジャヤガトゥ・カアンを事実上の傀儡としていたエル・テムルはコシラ暗殺の首謀者であったため、トゴン・テムルに報復されることを恐れ、遺言を無視してエル・テグスを即位させようとした。
しかし、ジャヤガトゥ・カアンの寡婦のブダシリとメルキト部のバヤンはジャヤガトゥ・カアンの遺言をたてにエル・テグスの即位を認めず、双方の妥協案としてトゴン・テムルの弟で、未だ幼児のリンチンバルを擁立することとなった。ところがそのリンチンバルも即位後わずか数カ月で亡くなってしまい、カアン位を巡る争いが再燃することとなった。
以前と同様にエル・テムルはエル・テグスを、ブダシリとバヤンはトゴン・テムルをそれぞれ即位させようとして譲らず、カアン位はなかなか決しなかった。最終的に、バヤンらにとっては都合良くエル・テムルが急死したため、後ろ盾を失ったエル・テグスは敗れトゴン・テムルがウカアト・カアンとして即位することとなった。なお『元史』によると、この時「武宗・仁宗の時と同様にトゴン・テムルの後はエル・テグスに位が譲られる」という約束がなされたという。

### 晩年
長い政争の末即位したトゴン・テムルであるが、政事の実験は完全にバヤンに握られており、バヤンの傀儡でしかなかった。後至元4年（1338年）には「バヤンと皇后ブダシリがトゴン・テムルを廃してエル・テグスを擁立しようとしている」旨をバヤンの甥のトクトが告発し、バヤンとトゴン・テムルの関係はいよいよ悪化した。
後至元6年（1340年）2月、ウカアト・カアンがバヤンによる出田の要請を断った所、バヤンはエル・テグスを連れ立って柳林に趣いた。これこそバヤンによるウカアト・カアン廃立の動きと見たトクトらはウカアト・カアンと相談の上、先手を打ってバヤンを捕縛し、ついにバヤンを失脚させることに成功した。ウカアト・カアンはバヤンを失脚させる際に「バヤンが自らとブダシリ、エル・テグスらを軽視した」ことを罪状に挙げながら、その僅か4カ月後には「ブダシリ、エル・テグスらがコシラ暗殺に関わったこと」を罪状として両名の追放を決定してしまった。
エル・テグスは高麗への追放とされたが、高麗に至る道中でオチチェルという人物に殺されてしまった。『元史』巻107宗室世系表には兄のアラトナダラ、エル・テグス、弟のタイピンヌらには皆子孫がいなかったと記されており、トク・テムルの家系はここで断絶してしまったこととなる。なお、『元史』には至正5年（1345年）11月に陳望叔なる人物がエル・テグスの名前を騙ったことで処刑された、と記録されている。

## 懐王トク・テムル家
- ジャヤガトゥ・カアン（文宗トク・テムル）(Toq temür ＞図帖睦爾/tútièmùĕr)
  - 皇太子アラトナダラ(Aratnadara ＞阿剌忒納答剌/ālàtènàdālà)
  - エル・テグス太子(El tegüs ＞燕帖古思/yàntiègŭsī)
  - タイピンヌ太子(Taipingnu ＞太平訥/tàipíngnè)